# Blechnum puniceum
Blechnum puniceum är en kambräkenväxtart som beskrevs av T. C. Chambers, P. J. Edwards och R. J. Johns. Blechnum puniceum ingår i släktet Blechnum och familjen Blechnaceae. Inga underarter finns listade.